# Grammangis ellisii
Grammangis ellisii (Lindl.) Rchb.f., 1860 è una pianta della famiglia delle Orchidacee, endemica del Madagascar.

## Descrizione
È una specie epifita, alta 50–60 cm, con pseudobulbi tetragonali, lunghi 8–10 cm, e 3-5 foglie carnose, oblunghe, lunghe 16–40 cm.

L'infiorescenza è basale e raggruppa 15-20 fiori di colore bruno con macchie giallo oro.

## Distribuzione e habitat
Questa specie è diffusa nella foresta pluviale del Madagascar orientale.
Cresce sui fusti e sulle ramificazioni di Pandanus spp. e di Raphia farinifera.